# Маріса Лауріто
Маріса Лауріто (італ. Marisa Laurito; нар. 19 квітня 1951) — італійська акторка, телеведуча і співачка, авторка кулінарних книг.

## Біографія
Маріса Лауріто дебютувала на телебаченні в дуже молодому віці виходом на сцену у телеспектаклі Едуардо Де Філіппо. Вона отримала велику популярність після участі у вечірній передачі «Quelli della notte» і «Fantastico». У 1989 році виступила на пісенному фестивалі у Сан-ремо з піснею «Il babbà é una cosa seria», посівши 12-е місце. 
Лауріто також є авторкою кількох куховарських книг.